# Antonio Carattoni
Antonio Carattoni (Sant'Agata Feltria, 8 novembre 1945) è un politico sammarinese.
È stato Capitano Reggente della Repubblica di San Marino dall'Ottobre 2006 all'Aprile 2007, insieme a Roberto Giorgetti. È membro del Partito dei Socialisti e dei Democratici.
| Controllo di autorità | VIAF (EN) 2050165060303132740001 · SBN RAVV066218 · GND (DE) 1255298553 |